# Helianthus × laetiflorus
Helianthus × laetiflorus es una notoespecie, herbácea, perenne y rizomatosa perteneciente a la familia de las compuestas. Es originaria de los Estados Unidos y es el resultado de la hibridación natural entre las especies Helianthus pauciflorus y Helianthus tuberosus.

## Descripción
Helianthus × laetiflorus es una planta herbácea y perenne de hasta 2 m de altura, con hojas simples y , en general, opuestas, lanceoladas, con los márgenes serrados o serrulados y el envés híspido. Produce de tres a seis capítulos sobre pedúnculos de unos 10 a 15 cm. Las flores liguladas son de color amarillo brillante. Florece hacia fines del veranos y raramente produce frutos.

## Distribución geográfica
Es originaria de Estados Unidos. No obstante, se ha asilvestrado en otras partes del mundo, como por ejemplo, en Argentina.